# 普里马韦拉 (伯南布哥州)
普里马韦拉是巴西伯南布哥州的一个市镇。总面积96.518平方公里，总人口11897人，人口密度123.3人/平方公里。